# Disputa entre Puntlândia e Somalilândia

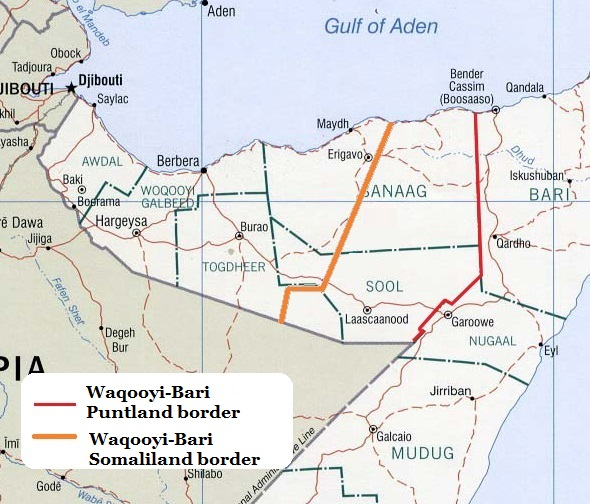
Fronteiras reivindicadas de Puntlândia e Somalilândia. A área entre as linhas vermelha e amarela é disputada.

A disputa entre Puntlândia e Somalilândia é uma disputa territorial pelas províncias somalis setentrionais de Sool, Sanaag e Ayn (Khatumo-SSC) entre o estado autodeclarado de Somalilândia e a região de Puntlândia, da Somália.

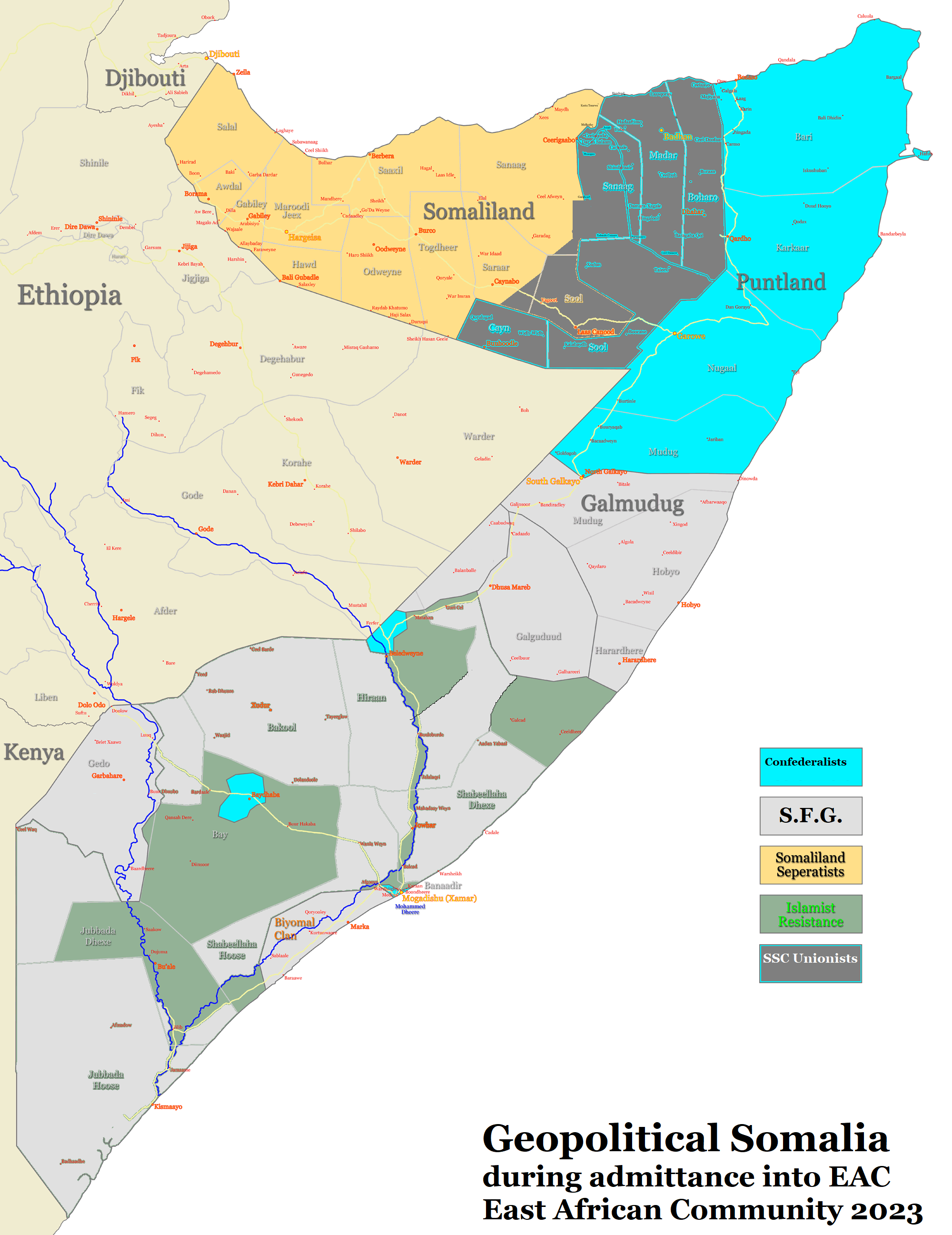
Situação a partir de julho de 2017

## Disputa

### Antecedentes
O território foi historicamente parte da Somália Britânica, um protetorado britânico que declarou independência em 1960 e então estabeleceu uma união com a colônia italiana vizinha Protetorado da Somalilândia para formar a República Somali (atual Somália). Quando a Guerra Civil da Somália eclodiu, um estado sucessor do protetorado britânico foi formado em 1991 sob o nome de Somalilândia, declarando independência da Somália.
A disputa começou em 1998, quando a Puntlândia foi formada como um estado autônomo da Somália e declarou a região como parte de seu território com base na afiliação tribal dos habitantes locais.
A Puntlândia reivindica Sool, Sanaag e Ayn (Khatumo-SSC) com base nos laços de parentesco com os clãs Darod dominantes das regiões. A Somalilândia reivindica o território como parte dos limites originais do antigo protetorado da Somália Britânica, que o país autodeclarado considera-se sucessor Os combates entre as duas forças levou a vítimas e prisioneiros capturados, que mais tarde foram trocados.

### Sanaag
Sanaag é uma região disputada, reivindicada como território soberano por Puntlândia e Somalilândia, duas macrorregiões autônomas da Somália.
A disputa com o Governo Transicional Federal decorre da aprovação da nova Carta em novembro de 2004. No entanto, essa não foi uma questão pragmática até os sucessos militares do governo na guerra em 2006-2007. As afirmações de soberania em janeiro de 2007 pela liderança do Governo Transicional Federal provocaram tumultos na Somalilândia.
Em 1 de julho de 2007, o estado de Maakhir foi declarado em Sanaag. Os líderes políticos reivindicaram a independência tanto de Puntlândia quanto da Somalilândia,  mas Maakhir seria depois oficialmente incorporado em Puntlândia  em janeiro de 2009.
Em 20 de julho de 2013, um acordo entre os anciãos locais no sul da região de Sanaag [norte da Somália] e a administração da Somalilândia levou à deserção dos combatentes em uma tentativa de combinar as forças guerrilheiras anteriores. "Tivemos discussões e concordamos em trabalhar juntos na área de segurança", declarou o ministro da Informação da Somalilândia, Abdullahi Ukuse, acrescentando que "a força desertora é composta de 500 combatentes, 13 technicals e seis caminhões. Esses combatentes eram anteriormente adversários dos militares [da Somalilândia]. As duas forças são agora um exército". Outras fontes estimaram que entre 500 e 800 soldados desertaram e integraram o exército da Somalilândia. Um comandante desertor do estado de Khaatumo afirmou estar feliz por ter se juntado às tropas da Somalilândia, prometendo ajudar a reforçar a segurança na região.
Em 12 de junho de 2014, forças da administração regional da Somalilândia fortemente armadas entraram na cidade de Hingalol. De acordo com o membro do parlamento de Puntlândia, Abdihakim Abdullahi, eles chegaram em 13 vagões de batalha e foram repetidamente informados pelos anciãos locais para deixar a cidade ou iriam encontrar resistência. O ancião da Puntlândia Garad Abdullahi Ali Eid também indicou que antes das forças da Somalilândia iniciassem sua marcha em direção à área, os anciões do clã de Puntlândia se reuniram com eles e pediram para que não entrassem na cidade antes da convenção programada para 15 de junho.

### Sool
Sool é uma região disputada, reivindicada como território soberano pelas administrações da Somalilândia e Puntlândia. Durante 2006, a União dos Tribunais Islâmicos (UTI) também incorporou tribunais da sharia na região de Sool em sua aliança frouxa, embora suas forças militares não ocuparam a região.
Sob o governo de Siad Barre, Sool não era uma região separada, mas parte da província de Nugaal mais ampla, com a capital em Garoowe. Foi separado de Nugaal na década de 1980.

### Ayn
A área, centrada na cidade de Buuhoodle, também é disputada pela Somalilândia e Puntlândia. De acordo com a Somalilândia, a assim chamada área de Ayn (somali:  Cayn) reivindicada pela Puntlândia permanece como parte da região de Togdheer. A Somalilândia contesta as reivindicações territoriais de Puntlândia, que descreveu a reivindicação sobre a porção de Togdheere em sua carta de 1998.
Tropas da Somalilândia e da Etiópia entraram nesta região em 15 de maio de 2010, a fim de acabar com a resistência para a próxima eleições da Somalilândia. As tropas buscaram em várias cidades e aldeias, incluindo Buuhoodle, por milicianos do clã local que apoiavam a Puntlândia. Essas forças entraram em confronto com a milícia local, deixando pelo menos 13 mortos e 33 feridos.

## Confrontos armados

### Captura de Las Anod
Em outubro de 2007, a disputa se transformou em um conflito regional pelo controle da cidade de Las Anod, quando as forças do exército regular da Somalilândia se mobilizaram de sua base na cidade de Adhicadeeye, a oeste da cidade, e entraram no conflito. A Puntlândia demorou para mobilizar um contra-ataque, pois sua fraca economia e as obrigações militares sobrecarregadas em Mogadíscio impediam uma resposta rápida. Depois de colocar a cidade sob seu controle, a Somalilândia transferiu a administração regional de Sool para Las Anod. Entre dez e vinte pessoas foram mortas.

### Confrontos de 2010
Em 2010, forças etíopes e somalilandesas confrontaram uma milícia autonomista do clã Dulbahante na região de Ayn, no norte da Somália, em uma tentativa de reconquistar a região antes da eleição presidencial na Somalilândia. A batalha foi motivada por tropas etíopes que apreenderam um caminhão pertencente aos Dulbahantes, conduzindo a reação dos dulbahantes e um ataque de retaliação etíope contra Buuhoodle e um ataque da Somalilândia a Widhwidh. Mais conflitos seriam relatados perto de Widhwidh em 19 de julho de 2010. Embora tropas etíopes entrassem no sul da Somália para combater militantes islâmicos em ocasiões anteriores, acredita-se que esta foi a primeira vez que o fizeram na Somalilândia, uma região geralmente mais estável que o restante da Somália.

### Confrontos de 2016
Em 18 de julho, pelo menos cinco soldados foram mortos depois que as tropas de Puntlândia e Somalilândia entraram em confronto em Sanaag. Um comandante do exército de Puntlândia confirmou que três de seus soldados e dois altos oficiais militares da Somalilândia foram mortos.
A Somalilândia capturou um membro proeminente do governo da Puntlândia, Mohamed Farah Adan, que foi o antigo vice-ministro da Justiça e era então membro do parlamento de Puntlândia. Ele ficou detido por uma semana em Erigavo e libertado no mês seguinte.

## Outros pontos de vista
O ex-presidente da Somália Hassan Sheikh Mohamud declarou sua opinião enquanto estava no cargo que a Puntlândia é composta de duas regiões e meia (Bari, Nugaal e norte de Mudug), o que contraria a reivindicação de Sool e Sanaag pela Puntland.
Além disso, em preparação para a eleição presidencial somali de 2017, o comunicado divulgado pelo Gabinete da Presidência da Somália sobre o Fórum Nacional de Liderança da Somália se referiu ao território disputado como Gobollada Sool iyo Sanaag ee Soomaaliland (regiões Sool e Sanaag da Somalilândia). O Fórum Nacional de Liderança da Somália foi presidido pelo presidente da Somália, Hassan Sheikh Mohamud, e contou com a presença do presidente do Parlamento Mohamed Osman Jawari, do primeiro-ministro Omar Abdirashid Ali Sharmarke, dos presidentes da Somália do Sudoeste, Galmudug, Hirshabelle, dos Estados da Somália e do vice-presidente do Estado de Puntlândia.